# Itarsi
Itarsi (Hindi: इटारसी) ist eine Großstadt im Distrikt Narmadapuram im Süden des indischen Bundesstaats Madhya Pradesh. Hier befindet sich einer der wichtigsten Eisenbahnknotenpunkte (junctions) des Landes.

## Lage
Itarsi liegt in einer Höhe von etwa 325 m ü. d. M. Die Entfernung zur nordwestlich gelegenen Hauptstadt Madhya Pradeshs, Bhopal; beträgt knapp 93 km (Fahrtstrecke); nach Narmadapuram sind es nur ca. 12 km in nördlicher Richtung. Das Klima ist warm bis heiß; Regen (ca. 1230 mm/Jahr) fällt nahezu ausschließlich in der sommerlichen Monsunzeit.

## Bevölkerung
Offizielle Bevölkerungsstatistiken werden erst seit 1991 geführt und veröffentlicht. In dieser Zeit wuchs die Bevölkerung von 77.334 im Jahre 1991 auf 99.330 im Jahre 2011.
| Jahr      | 1991   | 2001   | 2011   |
| Einwohner | 77.334 | 92.362 | 99.330 |

Die mehrheitlich Hindi sprechende Bevölkerung der Stadt besteht zu etwa 86,5 % aus Hindus und zu ca. knapp 9 % aus Moslems; auf Christen und Sikhs entfallen jeweils ca. 1,5 %, Buddhisten, Jains und andere bilden kleine Minderheiten. Wie bei Volkszählungen im Norden Indiens üblich, liegt der männliche Bevölkerungsanteil ungefähr 6 % höher als der weibliche.

## Wirtschaft
Die Landwirtschaft in den Dörfern der Umgebung spielt traditionsgemäß die primäre Rolle im Wirtschaftsleben der Region; Hauptanbauprodukt sind Sojabohnen. Auch Seiden- und Baumwollwebereien gibt es. Die verkehrsgünstig gelegene und schnellwachsende Stadt selbst fungiert als Zentrum für Handwerk, Handel, Industrie und Dienstleistungen aller Art.

## Geschichte
Die von den großen Ereignissen der indischen Geschichte weitgehend unberührte Region gehörte im 15. Jahrhundert zum Sultanat Malwa mit der Hauptstadt Mandu. Das Sultanat fand sein Ende im Jahr 1531, als es vom Sultanat Gujarat erobert wurde. Im Jahr 1561 wurde die Gegend vom Großmogul Akbar I. in das Mogulreich integriert und kam im Jahr 1818 unter die Herrschaft der Briten. Die Stadt Itarsi selbst hat sich erst im Zuge der Einrichtung eines wichtigen Eisenbahnknotenpunkts während der Zeit der britischen Kolonialherrschaft entwickelt.

## Sehenswürdigkeiten
Die weitgehend traditionslose Stadt verfügt über keine historisch oder kulturell bedeutsamen Sehenswürdigkeiten. Neben mehreren neuzeitlichen Hindu-Tempeln und Moscheen gibt es auch drei christliche Kirchen und eine Gurdwara der Sikhs.